# Operación Black Buck
La Operación Black Buck (en español: Carnero Negro) fue una serie de misiones de bombardeo de la Real Fuerza Aérea británica. Bombarderos Vulcan bombardeaban blancos argentinos en la guerra de las Malvinas despegando del Aeródromo Wideawake.

## Antecedentes

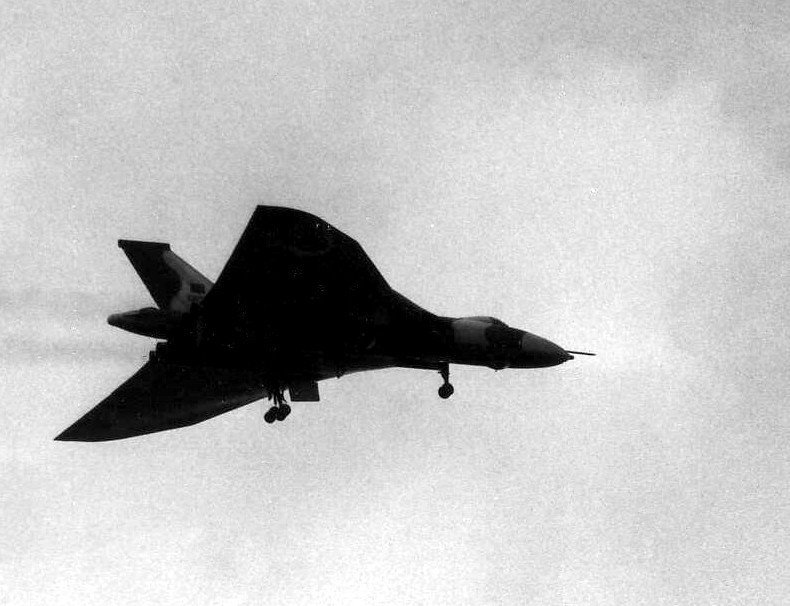
Vulcan sobre la isla Ascensión el 18 de mayo de 1982.

Sin aviones capaces de cubrir la distancia hasta las Malvinas, las actividades en el océano Atlántico Sur hubieran dejado fuera de la guerra a la Real Fuerza Aérea. 
El aeródromo utilizable más cercano para las operaciones de la Real Fuerza Aérea británica en las Malvinas era el perteneciente a la isla Ascensión; un territorio británico de ultramar arrendado a los Estados Unidos. El contrato de arriendo especificaba que en caso de necesidad Reino Unido podía hacer uso irrestricto de la isla. Las misiones de los Vulcan a las Malvinas fueron enteramente dependientes de los Handley Page Victor, utilizados como aviones cisternas para reabastecerlos en vuelo. Estos aviones fueron transferidos desde la base británica de Marham en Inglaterra a la isla Ascensión.
El Avro Vulcan era el último de los bombarderos-V británicos en uso operacional para el bombardeo pero sus escuadrillas estaban en inminente disolución. Basado en el Reino Unido y asignado a la OTAN para las operaciones nucleares, ni el reaprovisionamiento de combustible aire-aire ni el bombardeo convencional había sido practicado por muchos años con esos aviones. 
En Marham la fuerza de reaprovisionamiento fue planeada para reabastecer a uno o más bombarderos en ruta hacia las Malvinas y en su regreso. En la Base Waddington de la RAF en Inglaterra, se comenzó la reinstrucción de los equipos en el bombardeo convencional y en el reaprovisionamiento de combustible en vuelo. Los aviones fueron seleccionados por sus motores; solamente aquellos con los motores de más alcance, Bristol Olympus 301, fueron considerados convenientes. Una de las tareas más duras fue reinstalar el sistema de reaprovisionamiento de combustible, que había sido bloqueado. 
Un Victor fue convertido en un improvisado avión de fotorreconocimiento. Los Victor arribaron a Ascensión el 18 de abril de 1982. 
Tres Vulcan de 22 años de antigüedad pertenecientes a los escuadrones N° 44, 50 y 101 de la RAF fueron desplegados en la base de la isla Ascensión. Los líderes de escuadrón Neil McDougall y John Reeve y el teniente Martin Withers capitanearon a los Vulcan.
Para mejorar las contramedidas electrónicas contra las defensas argentinas, de las que se sabía que incluían el misil Tigercat y armas antiaéreas controladas por radar, los sistemas Dash 10 de los aviones Blackburn Buccaneer de la base de la RAF Honington fueron ubicados en pilones improvisados en las alas. Para navegar a través de los mares sin rasgos distintivos, los sistemas de dirección de inercia fueron pedidos prestados de los VC-10 y de a dos instalados en cada Vulcan.
Los depósito de combustible podían contener 9.200 galones (41.823 litros), y basado en estimaciones de las necesidades de combustible, once Victor, incluyendo dos aviones en espera, fueron asignados para reaprovisionar de combustible a los Vulcan antes y después de sus ataques contra las Malvinas. Cada Vulcan que atacaba fue reaprovisionado de combustible cinco veces en el viaje de ida y una vez en el viaje de vuelta, usando más de 220.000 galones de combustible de aviación durante cada misión. Cada avión llevaba veintiún bombas de 1000 libras (450 kilogramos) o cuatro misiles antiradares AGM-45 Shrike (Dash 10) con tres depósitos de gasolina auxiliar de 1000 galones (4.546 litros). Las bombas fueron pensadas para causar daño a las instalaciones argentinas, especialmente al aeropuerto de Puerto Argentino. Se esperaba que los ataques harían a los defensores encender los radares defensivos, que entonces serían apuntados por los misiles. Los Vulcan armados con Shrike eran más ligeros y podían maniobrar en el área con más comodidad que los Vulcan armados con bombas. 
A pesar del intenso bombardeo la pista fue apenas deteriorada. Los argentinos simularon cráteres de bombas en la pista, con pintura y montones de tierra, para hacer creer a los británicos que ya se encontraba incapacitada.

## Misiones

### Black Buck I

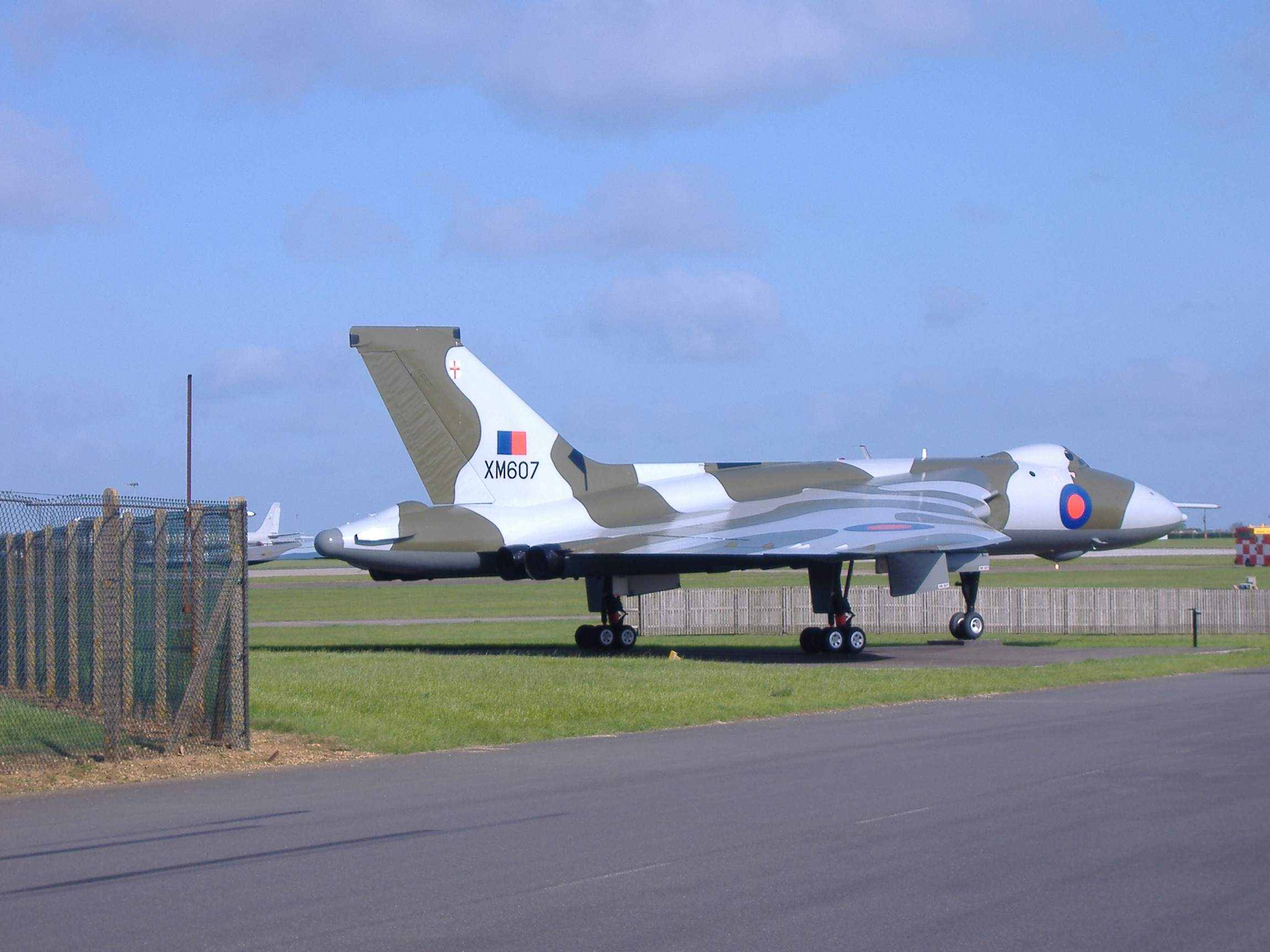
El XM607 fue el primer Vulcan que participó en la Operación Black Buck.

Once Victor, incluyendo dos aviones en espera, fueron asignados para reaprovisionar de combustible a los Vulcan antes y después de sus ataques contra las Malvinas. Cada Vulcan que atacaba fue reaprovisionado de combustible cinco veces en el viaje de ida y una vez en el viaje de vuelta, usando más de 220.000 galones de combustible de aviación durante cada misión.
El primer ataque por sorpresa a las islas tuvo lugar entre el 30 de abril y el 1 de mayo. Estaba destinado a la pista principal del aeródromo de Puerto Argentino/Stanley. Se transportaron 21 bombas de uso general de 1000 libras cada una. El bombardeo se realizó atravesando la línea de la pista a unos 35 grados. El sistema fue programado para soltar secuencialmente a 10 000 pies para que al menos una bomba cayera sobre la pista.
Para la misión, dos Vulcan despegaron de la base de la RAF en la isla Ascensión, el XM598 fue el líder con el XM607 como la reserva. Poco después de despegar, el XM598 comandado por John Reeve sufrió un fallo de presurización (un sello de caucho sobre la ventana lateral de visión directa falló), y el avión se vio obligado a regresar a Ascensión. El XM607, capitaneado por el teniente de vuelo Martin Withers, se hizo cargo de la misión.
Uno de los Victor regresó a Ascensión por un defecto en el sistema de la manguera de reabastecimiento y su lugar fue tomado por un avión de reserva.
El Vulcan estaba excedido de su peso normal máximo de despegue, pues cada uno llevaba equipamiento adicional, tales como el DASH 10 y un baño químico, y un instructor de gran experiencia en reabastecimiento en el aire de la fuerza de aviones Victor, por lo que el combustible utilizado fue mayor de lo esperado. Como resultado de la demanda de combustible y los problemas con el repostaje en vuelo, dos de los Victor tuvieron que volar más al sur de lo previsto, consumiendo sus propias reservas, y uno de ellos, el último Víctor que debía repostar al Vulcan fue pasado al último tramo antes de regresar a la base. Ambos Victor necesitaron ser repostados para poder regresar a Ascensión.
El XM607 realizó la fase de aproximación final en alrededor de 300 pies sobre el nivel del mar. Antes de subir a la altura de ataque el radar H2S fue exitosamente bloqueado para compensar los marcadores de la costa y el bombardeo manipulado por el sistema de control. El ataque fue realizado alrededor de las 4 a. m., hora local.
El XM607 se alejó ascendiendo del aeropuerto y se dirigió casi derecho al norte a una cita prevista con un Victor cerca de la costa de Río de Janeiro. Cuando esto pasó, el British Task Force señaló la clave "superfuse", indicación de un ataque acertado. El viaje continuó hacia el norte siguiendo la costa sudamericana hacia otra cita con un Victor. Para ayudar al regreso de los dos aviones, un avión de reconocimiento marítimo Hawker Siddeley Nimrod fue enviado al área. El XM607 hizo el acoplamiento y pudo volver a Ascensión. Los aviones Nimrod contaban con misiles AIM-9 Sidewinder para autodefensa.
Northwood recibió el mensaje "superfuse" a las 8:30 y el MOD poco después. Las noticias del bombardeo fueron divulgadas sobre el servicio mundial de la BBC antes de que el Vulcan y el último Victor llegaran a Ascensión.
La línea de 21 bombas cruzó el campo de aviación y ahuecó con éxito la pista con un solo impacto directo cerca de su mitad. Sin embargo, todavía siguió siendo operacional para los transportes C-130 Hércules argentinos. Las bombas que cayeron a ambos lados de la pista causaron daño leve a las instalaciones adyacentes en el perímetro del aeropuerto. Esto era debido a la dispersión cuidadosa del equipo por el comandante de la base. El ataque tomó a los argentinos (así como el resto del mundo) totalmente por sorpresa. 
Withers recibió la cruz de vuelo distinguido para su participación en la acción. Tuxford que había pilotado al último Victor para reaprovisionar XM607 de combustible, recibido la cruz de la fuerza aérea

### Black Buck II
Durante la noche del 3 al 4 de mayo, el XM607 (volado por John Reeve y su tripulación del Escuadrón N.º 50) voló una misión idéntica a la primera. Este ataque fue dirigido al área del extremo occidental de la pista de aterrizaje de Puerto Argentino. Su intención fue la de prevenir que los ingenieros argentinos extiendan la pista lo suficiente como para hacerla capaz de acoger aviones de combate de alto rendimiento. El XM598 actuó como reserva de vuelo.

### Black Buck III
La misión, planeada para el 13 de mayo con los Vulcan XM612 y XM607, fue abortada antes del despegue debido a los fuertes vientos de proa.

### Black Buck IV

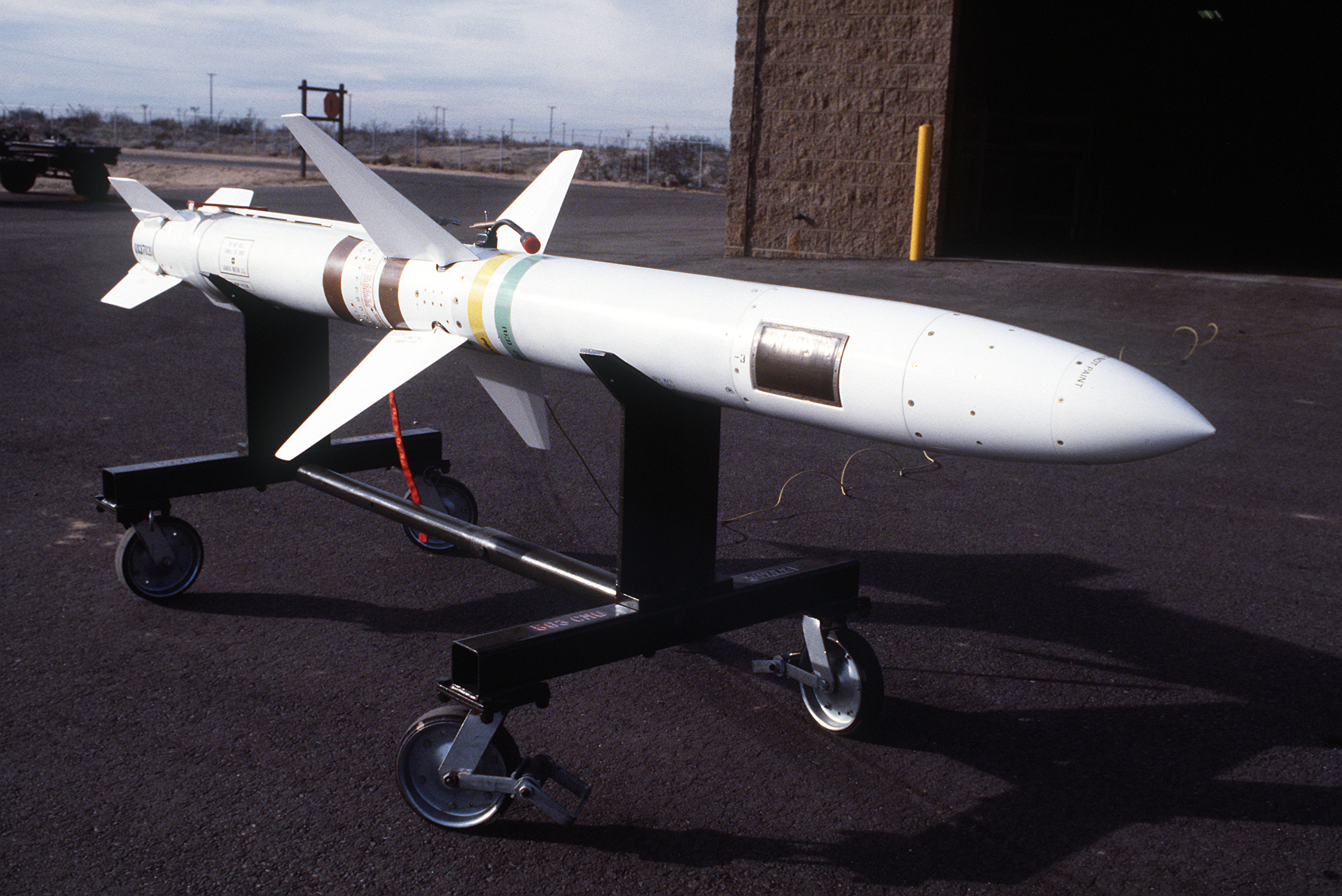
Un AGM-45 Shrike misil antirradar sobre una carretilla.

Esta misión con el Vulcan XM597, planeada para el 28 de mayo, fue también abortada 5 horas después de que el Vulcan hubo despegado. Uno de los aviones Victor, que debía reabastecerlo, sufrió una falla de su unidad de abastecimiento, y el vuelo tuvo que ser retornado. El XM598 actuó como avión de reserva.
La misión iba a ser la primera en utilizar los misiles antirradares AGM-45 Shrike suministrados por los Estados Unidos, que fueron montados en los Vulcan en forma improvisada.

### Black Buck V
A las 05:45 horas (UTC-03:00) del 31 de mayo de 1982 dos misiles antirradiación AGM-45 Shrike incursionaron contra el radar AN/TPS-43 de la BAM Malvinas. El personal argentino apagó el radar antes del impacto del misil salvando a aquel. Los misiles había partido desde un bombardero Vulcan de la Real Fuerza Aérea. El radar sufrió daños menores y volvió al servicio a las 24 horas.

### Black Buck VI
Esta misión, de nuevo conducida por Neil McDougall en el avión XM597, atacó el 3 de junio y destruyó un radar de control de tiro Skyguard del Grupo de Artillería de Defensa Aérea 601 (GADA 601) del Ejército Argentino, matando a 4 de los operadores: un oficial, un sargento y dos soldados. En su vuelo de regreso, el avión se vio obligado a desviarse a Río de Janeiro en el Brasil después de que su sonda de reabastecimiento en vuelo se rompió. Uno de los misiles que transportaba fue arrojado al océano para reducir la resistencia al avance, pero el otro misil no pudo ser descartado. Los documentos sensibles que contenían información clasificada fueron lanzados al mar a través de la escotilla de la tripulación, y se envió la señal internacional de ayuda "Mayday". La aeronave fue autorizada a tomar tierra por las autoridades brasileñas con menos de 2.000 libras de combustible remanente, lo que apenas era suficiente como para completar el circuito del aeropuerto. El avión fue internado durante nueve días, permitiéndoseles partir al avión y a la tripulación el 11 de junio, sin embargo, el misil Shrike que permanecía en el avión fue confiscado por Brasil y nunca fue devuelto al Reino Unido. El avión XM598 actuó como reserva de vuelo.

### Black Buck VII
La misión final de la Operación Black Buck (el XM607 pilotado por el teniente de vuelo Martin Withers) fue realizada contra las posiciones de las tropas argentinas cerca de Puerto Argentino el 12 de junio, sin alcanzar el objetivo. Solo provocó algunos cráteres en el extremo este de la pista aérea y causó un daño relativo en los almacenes y a las instalaciones del campo de aviación. Debido a que la incursión de bombardeo fue realizada en un punto tan tardío de la guerra, la RAF no se arriesgó a dañar la extensión de la pista. Esa pista sería luego importante para las operaciones de los aviones F-4 Phantom II de la RAF cuando las islas de Malvinas volvieran al dominio británico. Las fuerzas de tierra argentinas se entregaron dos días después. El avión XM598 actuó como reserva del vuelo.

## Efectos

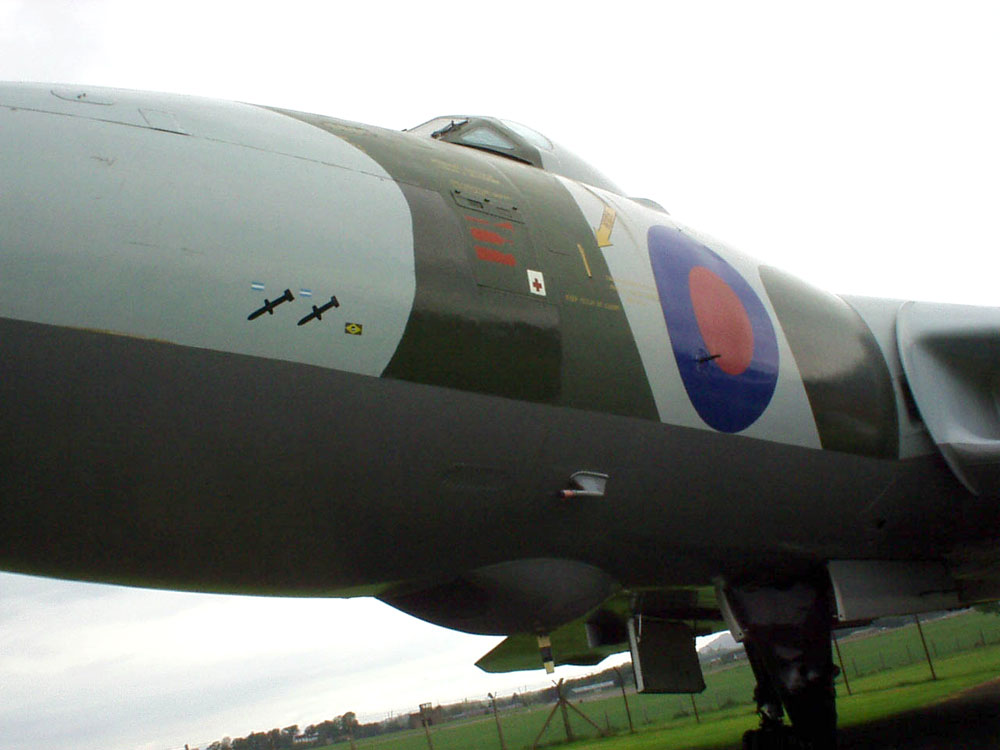
El XM597, mostrando marcas de sus dos misiones y del internamiento brasileño.

El éxito militar de la operación sigue siendo polémico hasta el día de hoy con algunas fuentes independientes que lo describen como mínimo, los daños al aeropuerto y a los radares fueron reparados rápidamente. La pista continuó siendo utilizada por los C-130 argentinos hasta el final de la guerra y estaba también disponible para los jets de Aermacchi MB-339 y Pucará. Como resultado de la controversia un número de ideas falsas existen sobre la incursión.
Las fuentes argentinas confirman que la operación fue inicialmente responsable del retiro del Mirage IIIEA de las operaciones sobre las islas para proteger el continente. Este efecto disuasivo fue sin embargo relativizado cuando los funcionarios británicos dejaron claro que no se atacarían bases aéreas en la Argentina.
Hay leyendas urbanas que aseguran que los ingenieros argentinos construyeron la pista trazando su posición incorrectamente en los mapas, engañando a los británicos. La pista de Puerto Stanley fue de hecho fue construida por ingenieros británicos, substituyendo una pista temporal anterior construida por LADE a principios de los años 70.
Los propósitos de la incursión y de su impacto sobre la pista son también comúnmente incomprendidos. La doctrina británica de la potencia aérea reconoce que los ataques contra las superficies operativas de pistas puede tener efecto limitado. El planeamiento de la incursión pidió un bombardeo en un ángulo de 35° cortado a través de la pista, con la intención de colocar por lo menos una bomba sobre ella y posiblemente dos. El propósito principal para hacer eso era prevenir el uso de la pista por los jets rápidos, a este respecto la incursión fue acertada pues la pista fue remendada y a causa de eso hubo posteriormente varios accidentes. Sin embargo, se observó en ese entonces que la pista seguiría probablemente estando abierta al uso por los C-130; la Royal Air Force practica rutinariamente en uso de esos aviones en campos deteriorados.
Los argentinos dejaron la pista cubierta de tierra durante el día, llevando a la inteligencia británica a conjeturar que las reparaciones estaban todavía en curso y engañaron a los británicos en cuanto a la condición del campo de aviación y el éxito de sus incursiones. De hecho, los británicos estaban bien conscientes que los vuelos de los C-130 continuarían utilizando la pista e intentaron interdictar esos vuelos logrando la pérdida de un C-130 el 1 de junio que no fue, sin embargo, ocupado en ninguna misión de reabastecimiento.
Otra versión falsa común es que las fuerzas argentinas no hicieron ninguna tentativa de utilizar la pista de Puerto Argentino como base para los jets de alto rendimiento. A principios de abril, los A-4Q Skyhawks de la 3° Escuadrilla habían volado por dentro y fuera de la pista. Los ingenieros del Ejército Argentino habían agregado planchas adicionales de acero para extender la pista y estaban en proceso de instalación de paragolpes en la pista para permitir aterrizajes cortos de los aviones de combate.
Para los británicos, las incursiones alcanzaron un número de objetivos no materiales. Estos incluyeron: demostrar su voluntad de defender de invasiones los territorios británicos, señalando el intento británico de recobrar las Malvinas y demostrar su capacidad para atacar a las fuerzas argentinas en las islas. También demostró la posibilidad de extender el conflicto en el futuro atacando blancos industriales en el territorio continental argentino. Sin importar independientemente de si los británicos habían previsto realmente perseguir esas opciones para extender el conflicto, los líderes argentinos habrían sido plenamente conscientes de las implicaciones.
En ese momento era el bombardeo más largo de la historia, cubriendo más de 4.000 millas náuticas (7000 kilómetros), que fue realizado sobre el mar abierto. Este récord no fue quebrado hasta que un B-52 estadounidense volara desde los Estados Unidos a Irak, y después regresara a la base de la Raf en Mildenhall en Inglaterra durante la Operación Tormenta del Desierto en 1991, aunque una diferencia principal entre los dos fuera que el B-52 se benefició de los aviones de reabastecimiento en vuelo basados a medio camino. 
Después de que el conflicto terminara, la pista fue reparada y extendida para permitir el despliegue de un destacamento de Phantom FGR.2 de la escuadrilla N° 29 el 17 de octubre de 1982.